# Istočnogermanski jezici
Istočnogermanski jezici, jedna od tri glavne skupine germanskih jezika čiji su jedini predstavnici izumrli gotski [got], kojim su se služili Goti u području Krima (krimski gotski dijalekt) u današnjoj Ukrajini te u Bugarskoj i središnjoj Europi (vizigotski i ostrogotski), i vandalski, koji se govorio na području južne Španjolske i u susjednoj Africi. 
Gotski biskup Ulfilas (ca. 311. – 383.) koji je na kršćanstvo preobraćen u Konstantinopolu prevodi Bibliju na gotski jezik, te radi kao misionar među Vizigotima. Imao je 3 dijalekta. 

## Vanjske poveznice
- Ethnologue (14th)
- Ethnologue (15th)
- Ethnologue (16th)